# The Fire Flingers
The Fire Flingers è un film muto del 1919 diretto da Rupert Julian. La sceneggiatura si basa sull'omonimo romanzo di William J. Neidig pubblicato a New York nel 1919 che apparve a puntate in The Saturday Evening Post.

## Trama
Richard Hatton e Chris Coterill sono due ex detenuti che, in carcere, hanno imparato il mestiere di tipografi. Dopo essere stati rilasciati, sono assunti alla Olwell Press ma il proprietario, Richard Olwell, che sta per divorziare e per andarsene con Maggie Driver, la sua stenografa, scopre il passato dei due e, senza neanche pagarli, li licenzia. Hatton e Coterill vanno allora a casa di Olwell, dove sono accolti dalla signora Olwell che offre loro da mangiare. Durante la cena, Olwell ritorna a casa ubriaco: vuole prendere i soldi per fuggire con Maggie ma la sua ira esplode a vedere i due. Ordina alla moglie di andarsene e si mette a litigare con loro. Cadendo, batte la testa contro il caminetto, morendo sul colpo. Hatton, allora, si rade la sua folta barba e assume l'identità di Olwell. Dichiara che il morto è Hatton e che Cotterill è il suo nuovo caposquadra. La signora Olwell comincia ad innamorarsi di lui. Quando l'uomo le dice chi è, lei lo aiuta, scambiando alla stazione di polizia le impronte digitali del marito con quelle di Hatton, evitando che venga scoperta la sua vera identità.

## Produzione
Il film fu prodotto dalla Universal Film Manufacturing Company.

## Distribuzione
Il copyright del film, richiesto dalla Universal Film Mfg. Co., Inc., fu registrato il 31 marzo 1919 con il numero LP13559.
Distribuito dalla Universal Film Manufacturing Company, il film uscì nelle sale cinematografiche statunitensi il 21 aprile 1919 dopo essere stato presentato in prima al Broadway Theatre di New York il 23 marzo 1919. Alcune fonti attribuiscono la distribuzione alla Jewel Productions, Inc.
In Francia, il film fu distribuito il 12 novembre 1920 con il titolo L'Empreinte.
Copia completa della pellicola (nitrato positivo 35 mm) si trova conservata negli archivi della Library of Congress di Washington.